# Distretto di Ouled Derradj
Il distretto di Ouled Derradj è un distretto della Provincia di M'Sila, in Algeria.

## Comuni
Il distretto di Ouled Derradj comprende 5 comuni:
- Ouled Derradj
- Maadid
- M'Tarfa
- Ouled Addi Guebala
- Souamaa